# 앤디 커닝엄
앤디 커닝엄(Andy Cunningham, 1890년 1월 30일 ~ 1973년 5월 8일)은 스코틀랜드의 축구 선수이자, 감독이었다.
선수 시절 공격수로 뛰었으며, 감독으로서 뉴캐슬 유나이티드를 이끌며 1932년 FA컵을 우승하였다.